# Ball Arena
Ball Arena, cunoscută anterior ca Pepsi Center, este o arenă multifuncțională situată în Denver, Colorado. Este situată pe Speer Boulevard, o arteră principală din centrul orașului Denver, și este deservită de două ieșiri din apropiere de pe autostrada Interstate 25. Deschisă în 1999, este arena unde joacă meciurile de pe teren propriu echipele Denver Nuggets (NBA), Colorado Avalanche (NHL) și Colorado Mammoth (NLL).